# Michèle Jäggi
Michèle Jäggi est une curleuse suisse née le 22 septembre 1987 à Berne.

## Biographie
Michèle Jäggi remporte la médaille d'or au Championnat du monde double mixte de curling 2018 à Östersund avec Sven Michel.
Elle est également médaillée de bronze dans les tournois féminins de l'Universiade d'hiver de 2013 à Trentino et de l'Universiade d'hiver de 2015 à Grenade.